# Cry Baby (film)
Cry Baby (Cry-Baby) è un film musical del 1990 scritto e diretto da John Waters, con protagonista Johnny Depp.
Il film è un "riadattamento" della vicenda legata all'omicidio di Carolyn Wasilewski, avvenuto nella città di Baltimora nel 1954 e tuttora rimasto irrisolto, che secondo il regista, per via della vasta copertura mediatica riservatagli al tempo, influì negativamente sulla sottocultura giovanile greaser di Baltimora.

## Il film
Ambientato nel mondo della gioventù suburbana degli Stati Uniti degli anni cinquanta, il film contiene numerosi riferimenti parodistici a Grease e altri celebri lungometraggi con la stessa ambientazione.
Fra gli interpreti figurano Johnny Depp, che commentò la sua parte come "ben scritta, originale e molto divertente" e la ex attrice pornografica Traci Lords. 
Le canzoni non sono cantate da Depp e dalla Locane, bensì da James Intveld e da Rachel Sweet.
Il film, già un culto, è il primo diretto da John Waters dopo la morte del suo attore-feticcio Divine e segna dopo Polyester un ulteriore passo in avanti verso un registro meno irriverente rispetto ai film del passato.
È stato presentato fuori concorso al 43º Festival di Cannes.
Il film è costato 10 milioni di dollari e ne ha incassati 12.

## Trama

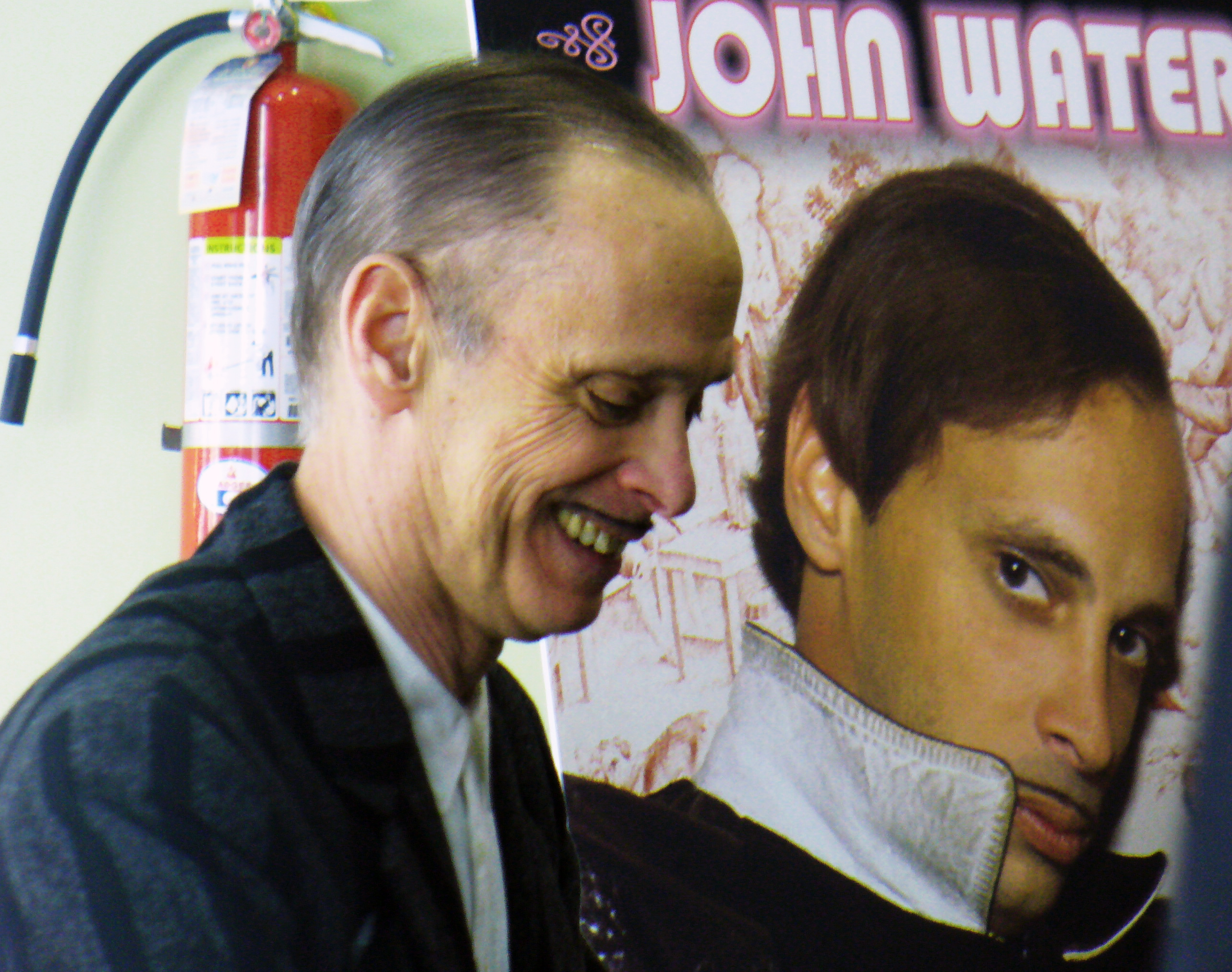
Il regista del film, John Waters

Baltimora, 1954. Il mondo dei teenager si divide in regolari e ribelli (squares e drapes). In quest'ultima parte rientra Wade Walker, detto Cry-Baby, capo di una banda che comprende la sorella Peperona, una madre adolescente; Wanda, che è costantemente in imbarazzo dai suoi genitori; Mona, soprannominata "Mannaia" per via della sua faccia sfigurata; e Milton, i cui genitori sono estremamente cattolici. La capacità del protagonista è di versare una sola lacrima e far impazzire tutte le ragazze.
Un giorno, dopo la scuola, gli si avvicina Allison Vernon-Williams, una bella ragazza stanca di essere una regolare, e i due si innamorano. Nello stesso pomeriggio, Cry-Baby decide di invitare la ragazza a una festa al Turkey Point, ritrovo locale per i ribelli. Nonostante lo scetticismo di Mrs. Vernon-Williams (nonna di Allison), la giovane va con Cry-Baby al party e cantano insieme.
Più tardi, mentre stanno passando una focosa notte d'amore, i due ragazzi rivelano di essere entrambi orfani; il padre di Cry-Baby era chiamato l'abecedario esplosivo, in quanto era un criminale che agiva prendendo i suoi obiettivi in ordine alfabetico, mentre la madre, muta, era stata creduta sua complice e successivamente morirono sulla sedia elettrica per mano dei "benpensanti impomatati", cioè i regolari. Invece i genitori di Allison un giorno presero (per un viaggio di lavoro) due voli separati, per evitare di lasciare orfana la loro figlia, ma entrambi gli aerei precipitarono in mare e i loro corpi non furono più ritrovati.
Dopodiché, Baldwin, il geloso fidanzato regolare di Allison, inizia una rissa al Turkey Point. Cry-Baby viene mandato in prigione, credendo il giudice del tribunale che sia stato il ragazzo stesso a causare la sommossa tra i teenager. Lenora, una ragazza con una cotta per Cry-Baby, ma costantemente respinta da lui, mente ad Allison dicendo di aspettare un figlio dal protagonista, e, sentendosi tradita, la protagonista decide di ritornare con Baldwin e i regolari (anche se sua nonna le consiglia di non prendere decisioni affrettate).
Alla fine Allison scopre l'inganno di Lenora, e, convinta dal gruppo dei ribelli e dalla nonna, decide di andare in prigione per chiedere la liberazione del suo amato. La sera stessa, dopo che Cry-Baby è stato liberato, Baldwin gli rivela che è stato suo padre a girare l'interruttore della sedia elettrica e provocare la morte dei suoi genitori. Il giovane ribelle decide di sfidare Baldwin in una gara di macchine, dove vincerà e si ricongiungerà con la sua amata.
Il film termina con Allison e Cry-Baby che, felici di essersi nuovamente fidanzati, piangono, questa volta però da entrambi gli occhi.